# Nambuangongo
Nambuangongo is een gemeente in Angola in de provincie Bengo. De hoofdplaats van de gemeente is Muxiluando.

## Geschiedenis
Nambuangongo werd vooral in verband met de Portugese koloniale oorlog bekend. De onafhankelijkheidsbeweging UPA, waaruit kort daarna de FNLA ontstond, had in 1961 de gewapende strijd opgenomen en hier hun hoofdkwartier betrokken. Portugese troepen veroverden in augustus 1961 het gebied en het hoofdkwartier. 
De Portugese dichter en latere socialistische politicus en presidentskandidaat Manuel Alegre nam als soldaat aan de gevechten deel. Hij verwerkte de bloedige confrontaties in een gedicht, dat brede bekendheid kreeg en door Paulo de Carvalho werd getoonzet. In 2010 keerde Alegre naar de stad terug en legde bloemen op het graf van de daar begraven soldaten.

## Bestuur
Nambuangongo is een stedenkring (Município) in de provincie Bengo. De belangrijkste stad van de município is Muxiluando.
De município heeft een oppervlakte van 5.604 km².
De município Nambuangongo bestaat uit de zeven gemeenten (Comunas):
- Cage Mazumbo (of Kage)
- Canacassala (of Kanacassala)
- Gombe
- Kicunzo
- Kixico
- Muxiluando
- Zala

Volgens de volkstelling van 2014 bedroeg het aantal inwoners van de município Nambuangongo 61.000 personen; voor 2018 werd een geschat aantal verwacht van 73.000.